# Bolón de verde ecuatoriano
El bolón de verde es un plato de la gastronomía ecuatoriana, es una de las formas más populares de consumir el plátano verde como desayuno, en la costa ecuatoriana. Se puede preparar con el verde frito o hervido y contiene una gran cantidad de carbohidratos y proteínas.

## Preparación
Los plátanos verdes se fríen o se hierven. Una vez cocidos, se los aplasta hasta formar una masa heterogénea de trozos medianos y pequeños (no se forma una masa homogénea, como en caso de preparar pan). Tradicionalmente esto se lo hace en un bol, y con la ayuda de un pilón se machucan. Adicionalmente se agrega sal, queso o chicharrón y se le da forma redondeada usando las manos.

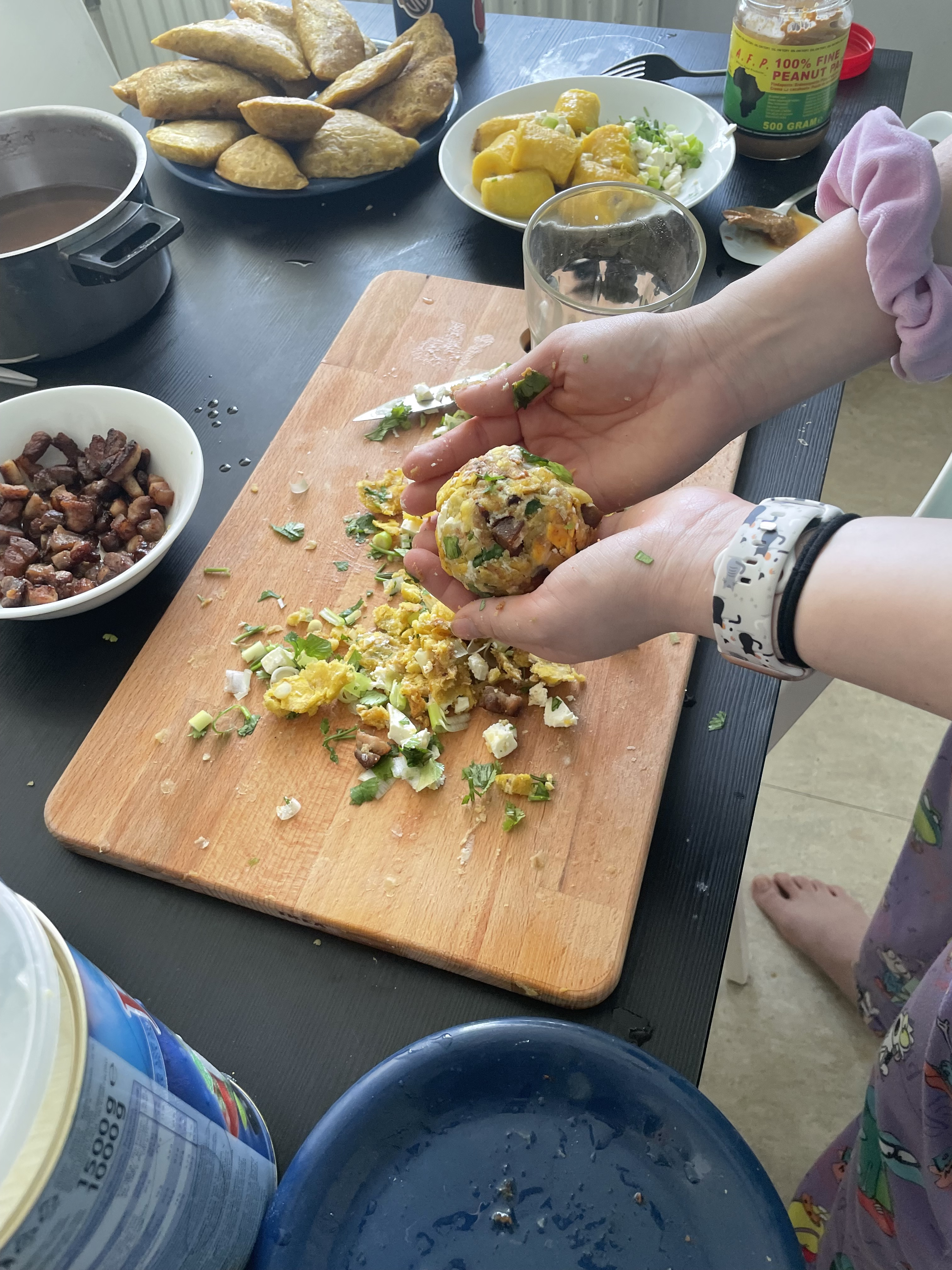
Preparación a mano

## Variedades
Además de su clásica preparación de plátano es su estadio verde, se puede preparar con el verde maduro y pintón. Así también puede ser preparado con queso, chicharrón o mixtos.

## Acompañamiento
El bolón es acompañado con café o jugo de naranja. 

## Historia
Con la llegada del plátano a las costas ecuatorianas en el siglo XVIII, el bolón de verde surgió como un plato tradicional del pueblo montuvio.